# مجسمه یادبود نظامی گنجوی (مسکو)
مجسمه نظامی گنجوی، یادبودی است از شاعر برجسته و کلاسیک ادبیات فارسی، نظامی گنجوی، که در پایتخت روسیه، مسکو، در پارک کوچک مسلم ماگومائف، نزدیک ساختمان سفارت جمهوری آذربایجان (خانه شماره ۱۶)، در تقاطع کوچه‌های لئونتیفسکی و یلیسیفسکی قرار دارد.
این یادبود در سال ۱۹۹۱ نصب شد و هدیه‌ای از سوی جمهوری آذربایجان به شهر مسکو است. سازندگان مجسمه ت. زینالوف و ا. زینالوف هستند و معماران آن ر. اسکرُف و پ. علی‌اف می‌باشند.
نظامی در لباس سنتی شرقی تصویر شده است و با کتاب‌هایی در دست نشسته است. روی پایهٔ مجسمه به زبان روسی نوشته شده: «نظامی گنجوی».